# یواس‌اس ویژن (اس‌پی-۷۴۴)
یواس‌اس ویژن (اس‌پی-۷۴۴) (به انگلیسی: USS Vision (SP-744)) یک کشتی بود که طول آن ۴۵ فوت (۱۴ متر) بود. این کشتی در سال ۱۹۱۶ ساخته شد.